# (8178) 1992 DQ10
A (8178) 1992 DQ10 a Naprendszer kisbolygóövében található aszteroida. Az UESAC program keretében fedezték fel 1992. február 29-én.